# Abstinence
Abstinence neboli zdrženlivost je vzdání se věci nebo činnosti, která způsobuje požitek.
O abstinenci se hovoří zvláště v souvislosti s drogami a to především alkoholu. Existuje ale také abstinence sexuální a například vegetariánství lze považovat za abstinenci v požívání masa. V ekonomii se někdy hovoří o abstinenci spotřeby jako předpokladu akumulace kapitálu.

## Abstinenční příznaky
Abstinenční příznaky, nebo také abstinenční syndrom, jsou průvodním jevem „vystřízlivění“ z vlivu omamných látek. Jsou to příznaky (symptomy), pomocí kterých organismus signalizuje vyprchávající účinky drog.
Při odebrání drogy se objevují symptomy, jako zvýšená únava, podrážděnost, neklid, úzkosti, skleslost, deprese, zvracení, pocení, slabost, strach, hyperfagie, sebevražedné pokusy apod. Stav může přejít do deliria, kdy se přidruží srdeční arytmie, halucinace, epileptické záchvaty, poruchy vědomí apod. Delirium tremens je stavem akutního ohrožení života (a v 10 procentech případů končí smrtí).
Abstinenční příznaky se vyskytují u všech návykových látek, ale mohou se podle druhu drogy značně různit. Některé abstinenční příznaky jsou tak málo patrné, že je možné je přehlédnout a zanedbat, i když jsou odvykajícím pociťovány nepříjemně (např. tabák, kofein). Naopak některé abstinenční příznaky jsou velmi intenzivní a mohou být případně i životu nebezpečné (např. u morfinu a drog s příbuzným účinkem).

### Zamilovanost
Abstinenčním příznakům jsou podobné i stavy, kdy zamilované osobě chybí přítomnost milovaného (zamilovanost a láska z biochemického pohledu). Zamilovanost je podmíněna působením hormonů navozujících v přítomnosti milovaného člověka specifické pocity povznesenosti a euforie (pravděpodobně působením fenylethylaminu). V případě absence milované osoby se pozvolna začnou projevovat pocity osamocení, neklidu, staženého žaludku, nemožnost se soustředit na práci, "dosahováním" (nutkavá potřeba milovaného kontaktovat, monotematicky o něm mluvit, prohlížet si předměty s ním spojené), syndrom zlomeného srdce (Tako-tsubo kardiomyopatie). Když mozek vyhodnotí na základě vůně, akustických, optických a jiných signálů, partnera vhodného k milování, mozek zaplaví právě hormon fenylethylamin. Od této chvíle se osoba stává na fenylethylaminu závislou. Proto musí milovanou osobu často vídat, potřebuje ji slyšet několikrát denně v telefonu, dotýkat se jí atd.

## Formy abstinence
Abstinence může být buď dobrovolná nebo vnucená. Konkrétně v případě alkoholu může existovat (obecná a bezpodmínečná) abstinence vnucovaná státem (která se nazývá prohibice); ale i v mnoha jiných oblastech je požívání alkoholu zakazováno, z čehož opět některé zákazy jsou dány zákonem (alkohol za volantem, v práci…); některé například náboženským vyznáním (islám); jiné implicitními předpoklady a kontextem (například u kněží nebo pracovníků protidrogových center by alkoholismus působil nedůvěryhodně).